# Sick of It All (album)
Sick of It All is een ep en de eerste uitgave van de gelijknamige Amerikaanse punkband Sick of It All. Het album werd oorspronkelijk uitgegeven op 16 september 1987 via Revelation Records en is later door hetzelfde label verschillende keren herdrukt en opnieuw uitgegeven (op cd en 7-inch vinyl). Het is tevens het derde album dat Revelation Records sinds het bestaan van het label heeft uitgegeven.

## Nummers
Op de cd-versie van het album zijn "It's Clobberin' Time/Just Lies" en "Pushed Too Far/Give Respect" beiden verdeelt over twee tracks.
1. "It's Clobberin' Time/Just Lies"
2. "Pete's Sake"
3. "Friends Like You"
4. "Bullshit Justice"
5. "Pay the Price"
6. "Pushed Too Far/Give Respect"
7. "The Deal"
8. "N.S./My Revenge"

## Band
- Lou Koller - (achtergrond)zang
- Pete Koller - gitaar, achtergrondzang
- Rich Cipriano - basgitaar, achtergrondzang
- Armand Majidi - drums, achtergrondzang